# Gary Ambroise
Pour les articles homonymes, voir Ambroise.
Gary Ambroise, est un footballeur international haïtien, né le 17 juillet 1985 à Paris en France. Il évolue actuellement à l'US Vimy.

## Carrière
Ambroise a joué en France pour le FC Les Lilas et l'US Roye, et en Belgique pour l'AFC Tubize. Il a également joué à Chypre au sein du Doxa Katokopias.
Il a intégré l'équipe nationale haïtienne de football en 2011 et est apparu lors des matchs de qualification à la Coupe du monde de football de 2014.
En août 2017 il effectue un essai, non concluant, au Stade lavallois.